# ميجان سويني
ميجان سويني (بالإنجليزية: Megan Sweeney)‏ هي متسابقة على الجليد بمزلاجة أمريكية، ولدت في 17 فبراير 1987 في بورتلاند في الولايات المتحدة.

## وصلات خارجية
- ميجان سويني على موقع FIL (الإنجليزية)
- ميجان سويني على موقع أوليمبيديا (الإنجليزية)